# 카일 가스

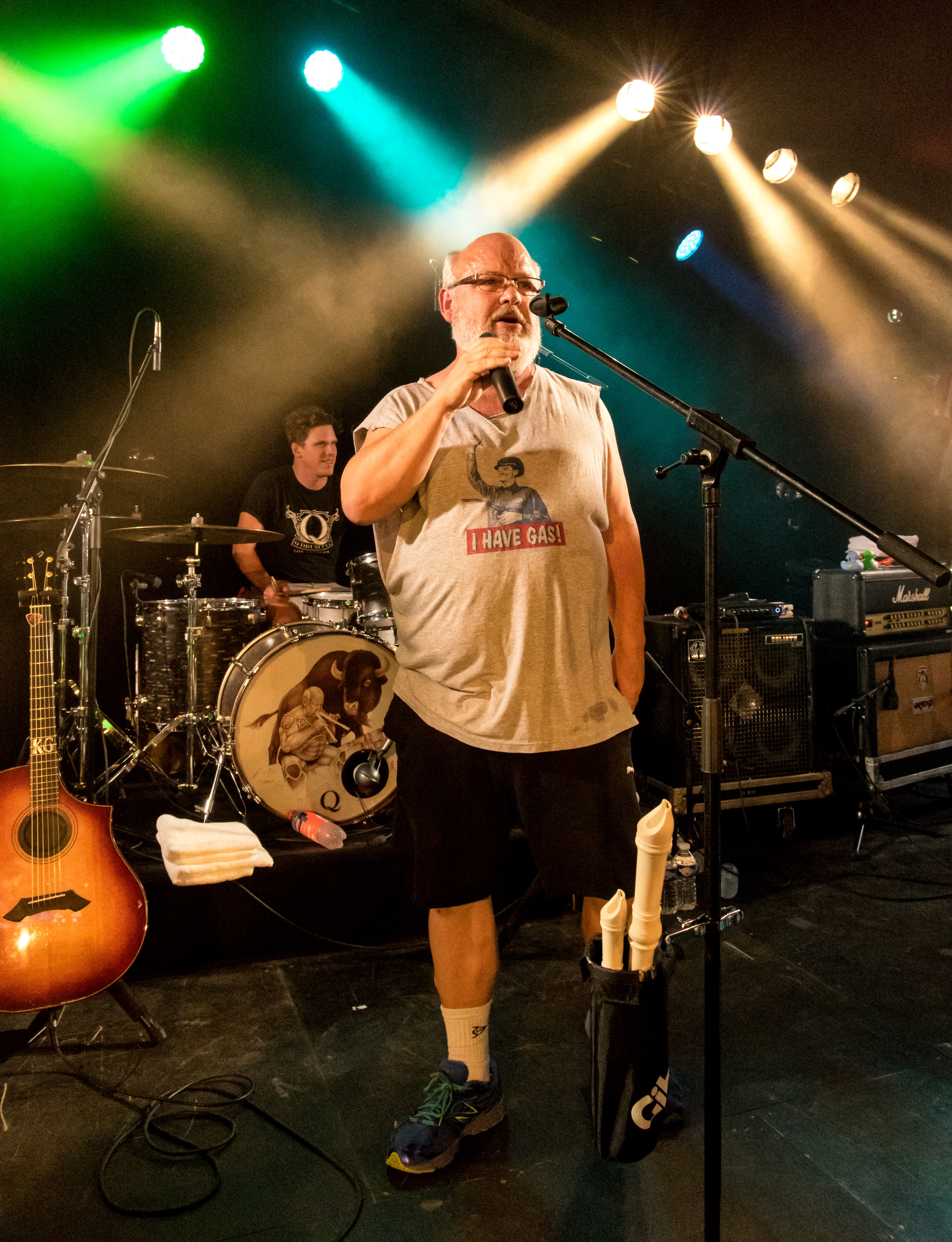
텐트 뮤직 페스티벌 2017에서 카일 가스(프라이부르크, 독일)

카일 가스(Kyle Gass, 1960년 7월 14일 ~ )는 미국의 음악가 및 배우이다.